# Judo-ul în România
Judo-ul din România a început cu Heishichi Ishiguro, judoka japonez, jurnalist și diplomat. Ishiguro a predat judo în facultate timp de un an la 
ONEF (Oficiul Național de Educație Fizică). Emilian Teacă, căpitan de poliție, a fost cel mai bun elev al său. În 1937 a avut loc la București primul Campionat, organizat de polițiștii români cu participarea altor studenți și pompieri din Cîmpina.
Inițial a fost singura clasă de greutate.
Expansiunea judo-ului românesc a început după cel de- al doilea război mondial. Mihai Botez a creat prima echipă de judo la Arad odată cu înființarea clubului sportiv „Vagonul Arad”. Federația Română de Judo Independentă este formată  în anii 1960.  Primul pas de consolidare a fost înființarea Comisiei din București pentru Judo în cadrul comitetului de educație fizică urbană și sport în 1962.
În 1963 a avut loc prima competiție internațională la individual între echipa franceză FSGT și echipa națională a României la București. Prima competiție pe echipe a avut loc la Medias în 1967 pe stadionul local de fotbal.
La 21 mai 1968 a fost înființată Federația Română de Judo numită FRJ. Prima sesiune de antrenament a fost susținută de Takesse Matusaka și Sheizi Shinomaki. În primăvara anului 1969 au avut loc primele campionate internaționale românești.
Prima medalie dobândită de români la un Campionat European pentru seniori a fost o medalie de bronz la Ludwigshafen în 1977; câștigată de Szabo Árpád - în categoria 63 kg. Echipa masculină a României a ajuns pe locul trei. Acest succes inițial a fost în mare parte atribuit muncii coreanului Han Chan-He.

## Primele reușite
- Primul campion european la judo din România a fost Vlad Nicoale - a devenit campion la Viena în cadrul Campionatelor Europene de judo din 1980 la categoria 71kg.
- Prima medalie (de argint) la Campionatul Mondial  a fost câștigată de Constantin Nicolae - Campionatul Mondial de judo din Maastricht în 1981, categoria 65kg.
- Primele medalii olimpice au fost două medalii de bronz obținute de Mircea Frățica -78 kg și Mihai Cioc - categoria Open la Jocurile Olimpice de vară din Los Angeles 1984.
- Primul campion mondial a fost Alexandru Lungu,categoria de greutate +95 kg, la Campionatul Mondial de Juniori din Cairo 1994.

Prima medalie la feminin a fost una de argint în cadrul Campionatului European din Birmingham în 1995, adusă de Simona Richter în categoria de greutate deschisă.
- Primul campion olimpic este Alina Dumitru, 48 kg, Jocurile Olimpice de vară de la Beijing 2008.
- Primul Campionat pe echipe a fost câstigat de Judo Club Liberty Oradea în 1999 la Campionatul European pentru Cluburi.
- Iulian Surla și Aurelian Fleisz sunt Campioni ai competiției Kata la nivel European în 2011 la Praga.
- Vízer Laszlo Mariusz, născut în Tenke (Tinca) România, a fost președintele EJU (European Judo Union) în perioada 2000-2997, din 2007 până în prezent este președintele IJF (International Judo Federation) cu o contribuție imensă la dezvoltarea judo-ului în întreaga lume.

## Linkuri externe
- „Istoria judo-ului românesc”. frjudo.ro. Arhivat din original la 26 august 2014.
- „Kodokan Judo”. kodokanjudo.ro.
- https://www.frjudo.ro/